# Sungai Rokan
Sungai Rokan är ett vattendrag i Indonesien.   Det ligger i provinsen Kepulauan Riau, i den västra delen av landet, 1 100 km nordväst om huvudstaden Jakarta. Sungai Rokan ligger på ön Pulau Perdamaran.